# خرسانة قنبية

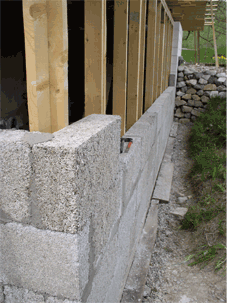
كتلة بناء مصنوعة من الخرسانة القنبية

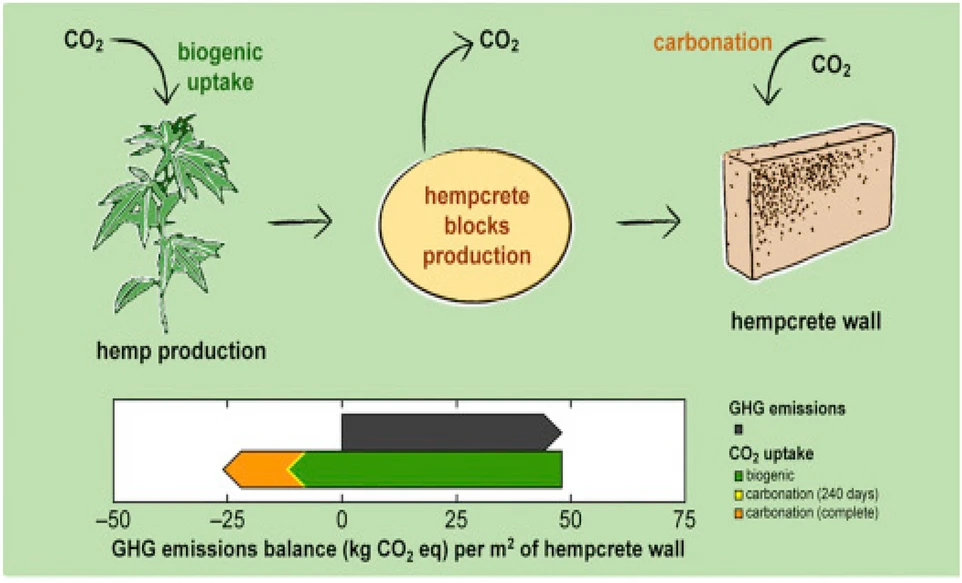
رسم توضيحي لانبعاثات وامتصاصات الكربون من الخرسانة المصنوعة من القنب وعزلها، مع وجود رصيد انبعاثات صافٍ يشير إلى السلبية الكربونية

الخرسانة القنبية هي مادة مركبة حيويًّا، وهي عبارة عن خليط من قشور القنب والجير، والرمل، أو البوزلان، وتُستخدَم بوصفها مادة للبناء والعزل. تُسوَّق تحت أسماء مثل الخرسانة القنبية والقنب الحيوي، والقنب المتناضح والقنب العازل والقنب المعزول. الخرسانة القنبية أسهل في العمل من مخاليط الجير التقليدية وتعمل عازل ومُنظم للرطوبة. تفتقر إلى هشاشة الخرسانة وبالتالي لا تحتاج إلى وصلات تمدد.
عادةً، تتمتع الخرسانة القنبية بقدرات عزل حراري وصوتي ممتازة، ولكن له أداء ميكانيكي منخفض، وخاصة قوة الضغط. عند استخدامها في الكتل الجاهزة، تعمل الخرسانة القنبية بوصفها مصرف للكربون طوال عمرها. النتيجة هي مادة خفيفة الوزن وعازلة، أو جص نهائي، أو جدار غير قادر على الأحمال، مثالي لمعظم المناخات، لأنه يجمع بين العزل والكتلة الحرارية مع توفير تأثير إيجابي على البيئة.

## خليط المواد
تتكون الخرسانة القنبية من اللب الخشبي الداخلي لنبات القنب (شجيرات القنب) ومادة رابطة أساسها الجير والماء. تتكون المادة الرابطة إما من الجير المائي أو الجير الهيدروليكي الطبيعي. يتم تصنيع الجير المائي من الحجر الجيري النقي ويتصلب من خلال امتصاص ثاني أكسيد الكربون أثناء عملية الكربنة. عند التعامل مع قيود الوقت، يتم استخدام المواد الرابطة الهيدروليكية بالاشتراك مع الجير المائي العادي، لأن وقت تصلب الخرسانة القنبية سيكون أقل من وقت تصلب الجير العادي (على سبيل المثال، حوالي أسبوعين إلى شهر، للحصول على القوة الكافية).
تتم إضافة كمية صغيرة من الأسمنت و/أو المادة الرابطة البوزولانية لتسريع وقت التصلب. تخلق العملية الإجمالية مزيجًا يتطور إلى منتج صلب وخفيف ومتين.

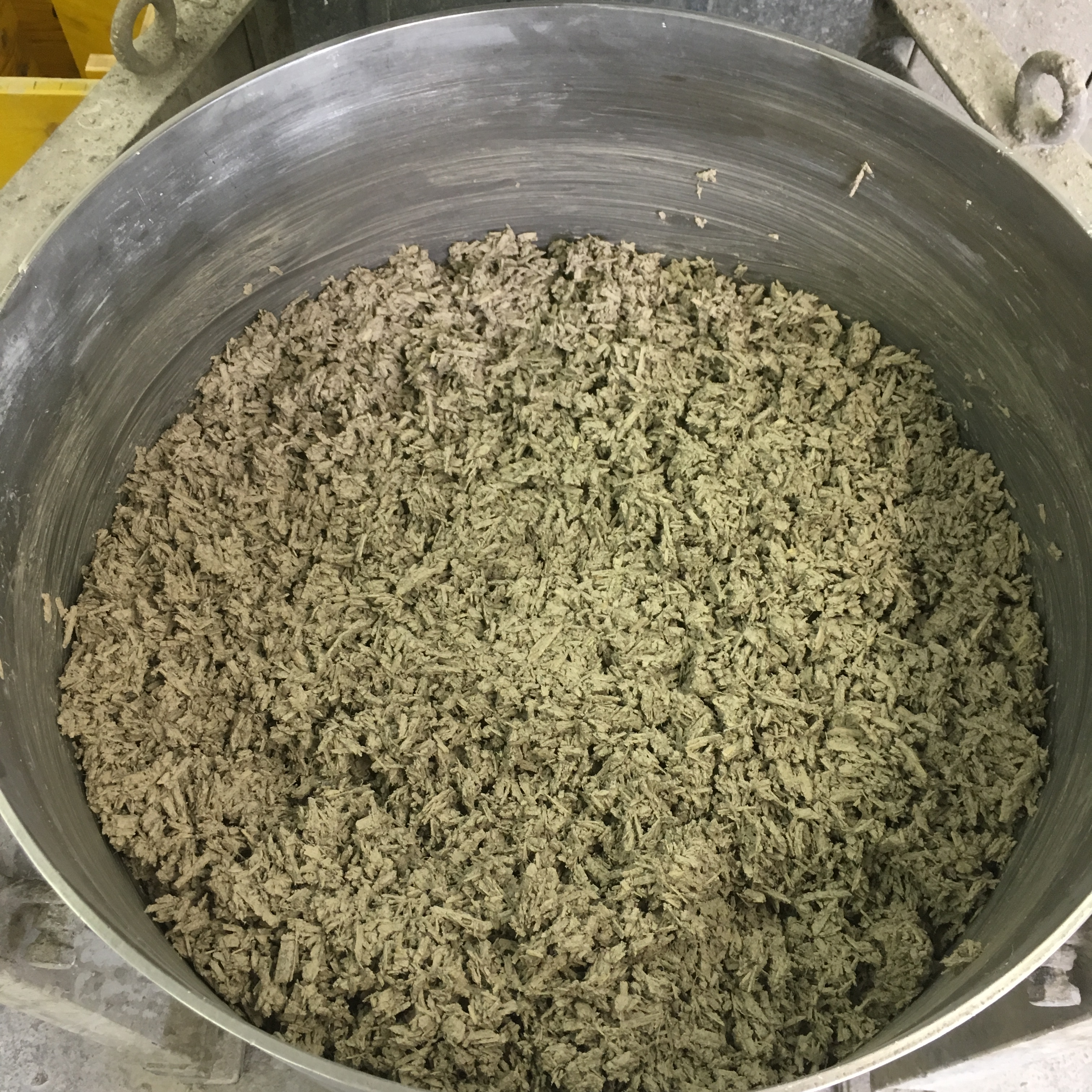
الخرسانة المصنوعة من القنب الطازج الممزوج. تتكون من قشور القنب والجير المائي والماء
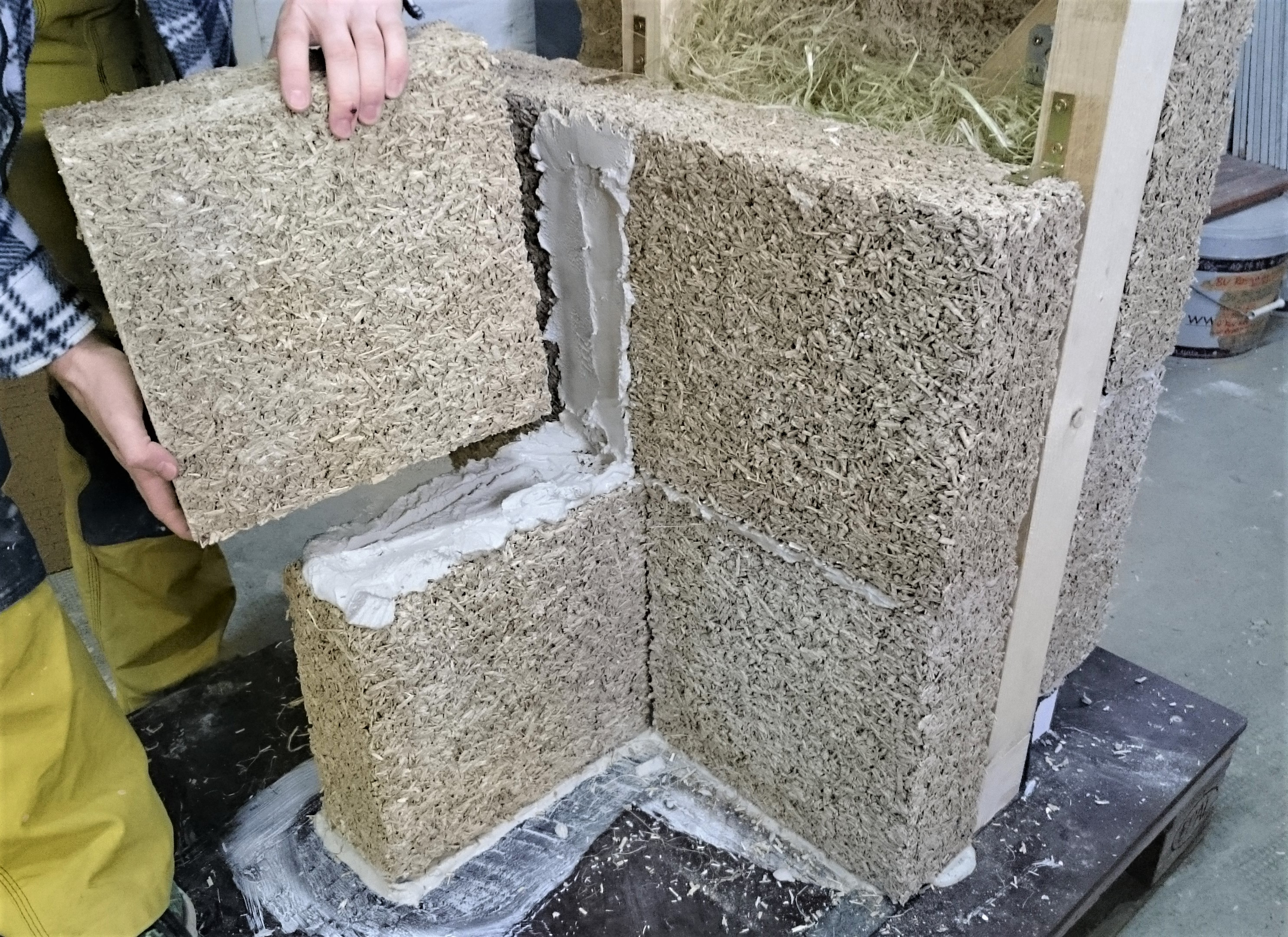
جدار من الخرسانة القنبية
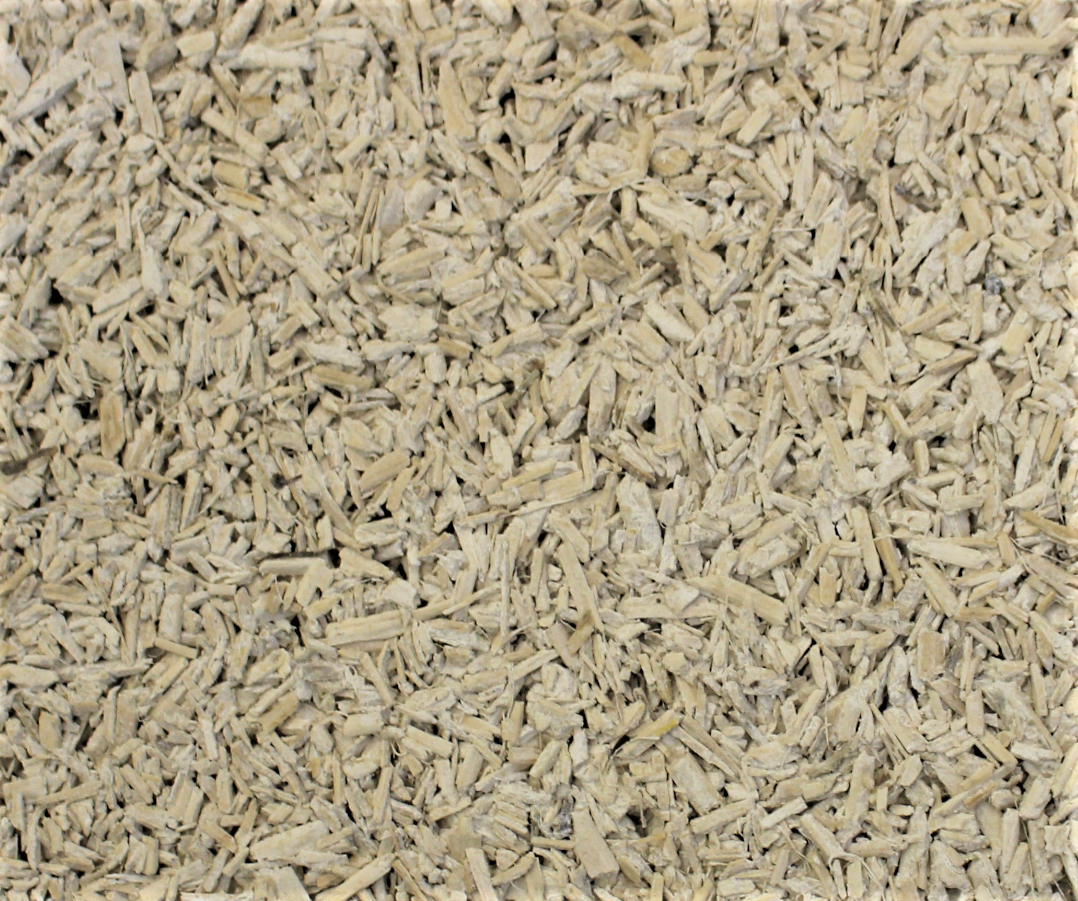
هيكل الخرسانة القنبية
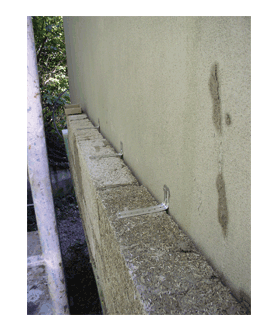
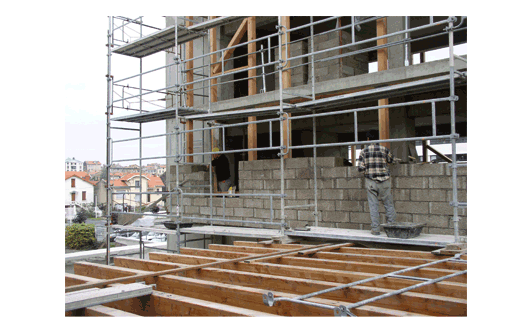
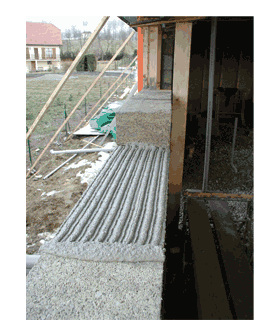
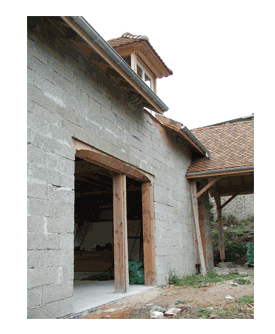
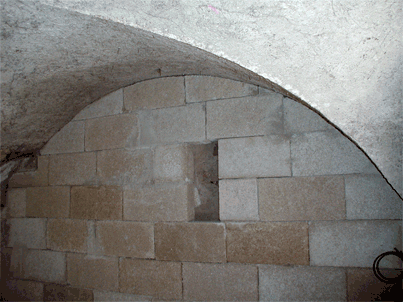
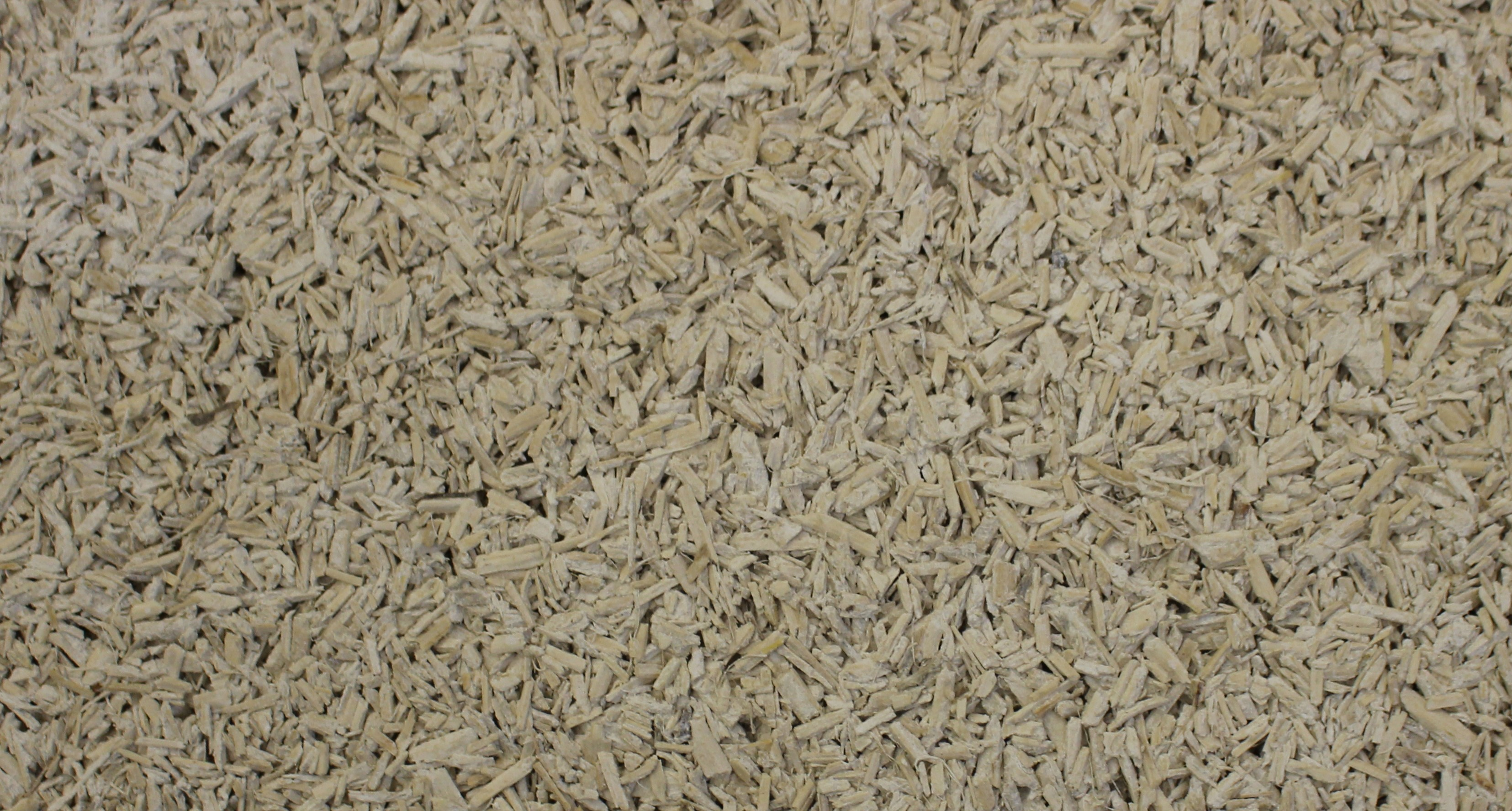
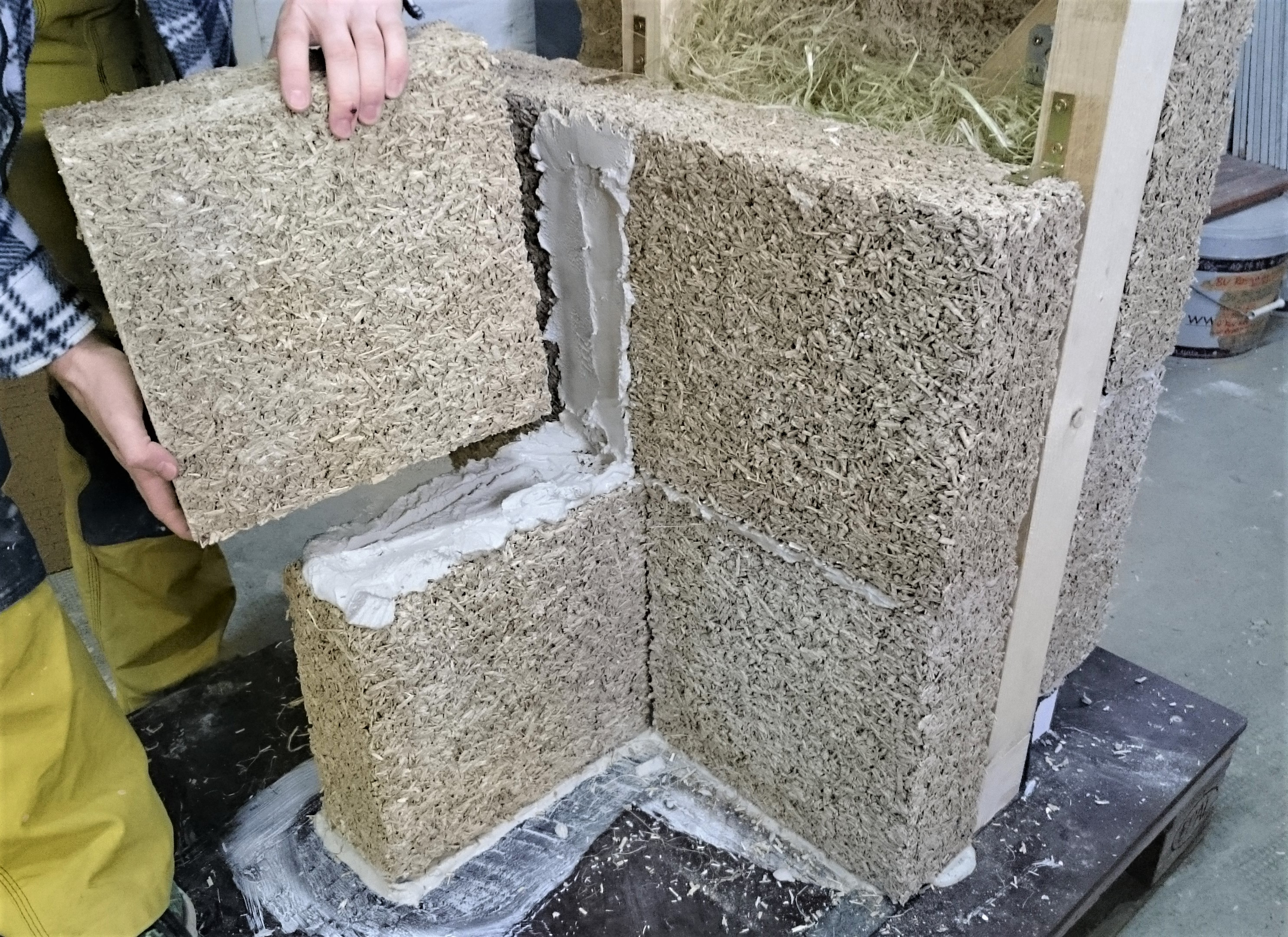
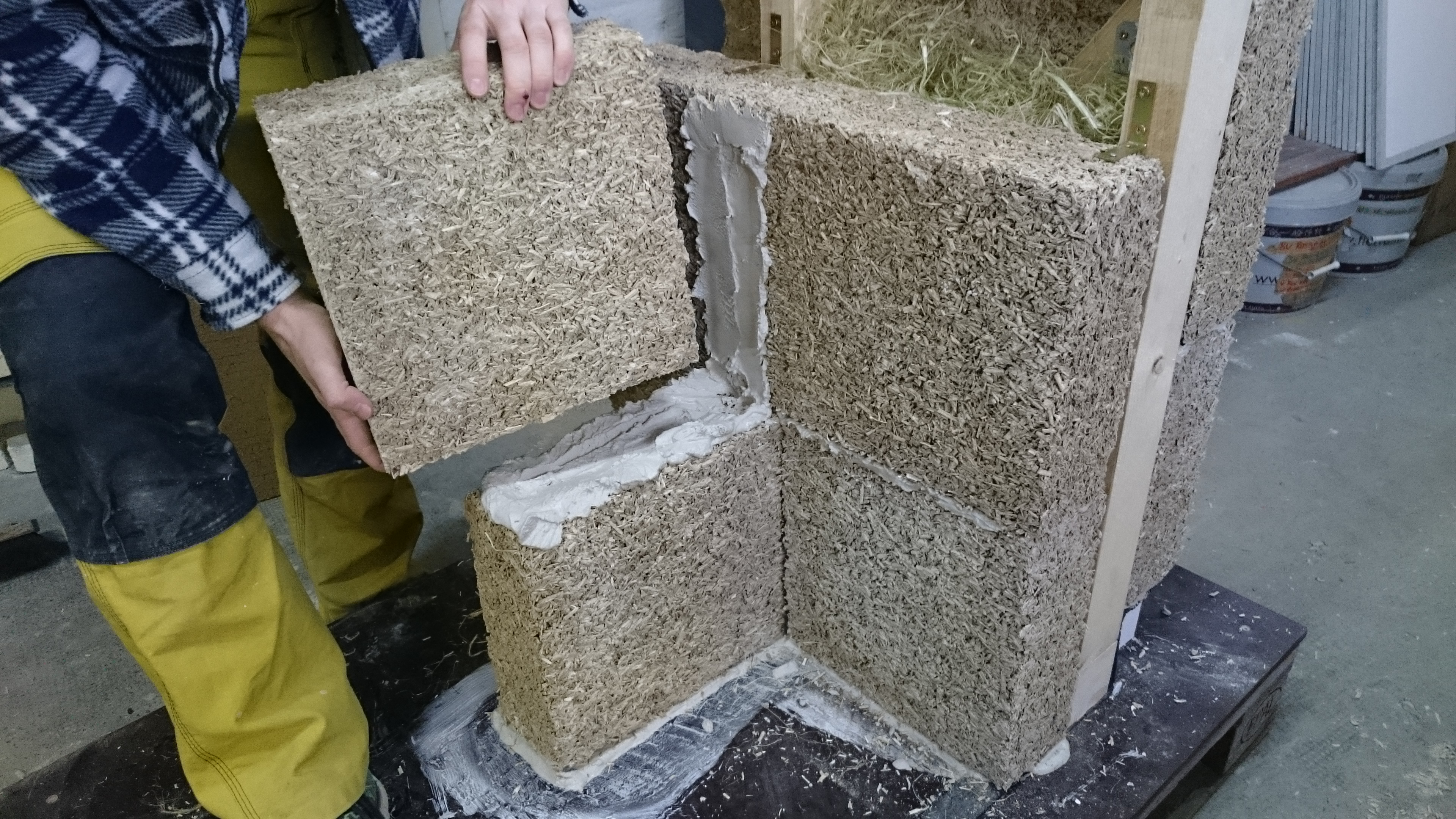
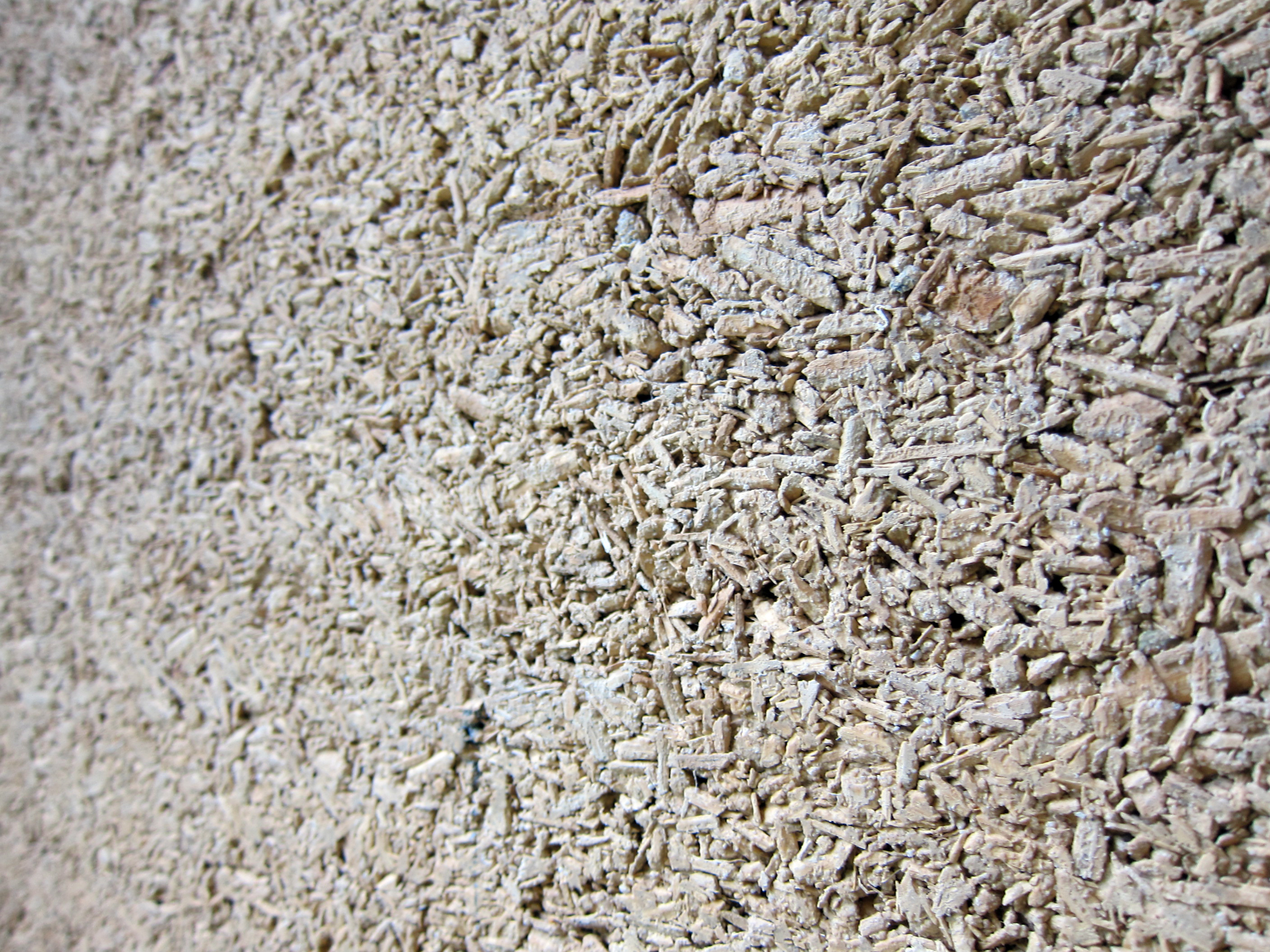
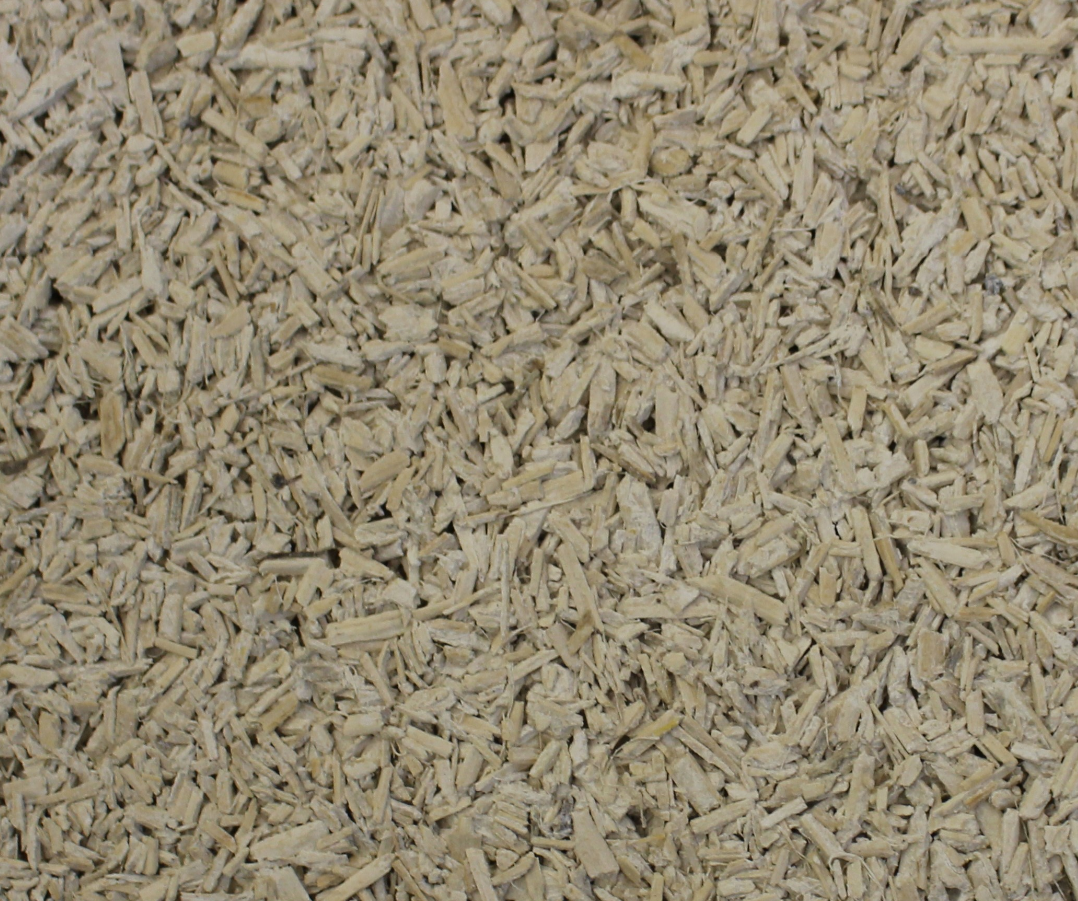

## الاستعمالات
اُستُخدمَت الخرسانة القنبية في فرنسا منذ أوائل التسعينيات، ومؤخرًا في كندا، لبناء جدران حشو عازلة غير حامل للوزن، حيث لا تتمتع الخرسانة القنبية بالقوة اللازمة لبناء الأساس وبدلًا من ذلك يُدعَم بواسطة الإطار. كما تُستَخدَم الخرسانة القنبية لتجديد المباني القديمة المصنوعة من الحجر أو الجير. لا تزال فرنسا تستخدم الخرسانة القنبية بحماسة، وتنمو شعبيته هناك سنويًا. اتبعت كندا اتجاه فرنسا في قطاع تقنيات البناء العضوية، وأصبحت الخرسانة القنبية ابتكارًا متزايدًا في أونتاريو وكيبيك.
هناك طريقتان أساسيتان للبناء تستخدمان حاليًّا لتنفيذ الخرسانة القنبية. تتكون التقنية الأولى من استخدام قوالب لصب أو رش الخرسانة القنبية مباشرة في مكانها في موقع البناء. تتكون التقنية الثانية من تكديس الكتل الجاهزة التي يتم تسليمها إلى موقع المشروع على غرار البناء بالطوب. بمجرد تنفيذ تقنية الخرسانة القنبية بين إطار الخشب، يتم إضافة الحوائط الجافة أو الجص من أجل الجمالية وزيادة المتانة. يمكن استخدام الخرسانة القنبية للعديد من الأغراض في المباني، بما في ذلك عزل الأسقف والجدران والألواح والجص، ولكل منها تركيبتها وجرعاتها من المكونات المختلفة على التوالي.

### الشرق الأوسط
يعد بعض المعماريين بأن الخرسانة القنبية هي من أفضل الحلول للبناء في المناطق الحارة مثل الشرق الأوسط بسبب عزله للحرارة فتظل المباني باردة، وكذلك المناطق الرطبة بسبب قدرته الاستيعابية الهائلة للرطوبة بالإضافة لمنعه من تكوَّن العفن واحتياجه القليل للصيانة على المدى البعيد، وبرأي البعض فإن الخرسانة القنبية يُشبه المواد التي كانت تُستخدَم في الحضارات القديمة في الشرق الأوسط، ومنها العمارة الإسلامية في العصر الذهبي للإسلام.

## الخصائص

### الخصائص الميكانيكية
عادةً ما يكون أداء الخرسانة القنبية منخفضًا. الخرسانة القنبية مادة جديدة إلى حد ما ولا تزال قيد الدراسة. تؤثر العديد من العناصر على الخصائص الميكانيكية للخرسانة القنبية مثل حجم الكتلة ونوع المادة الرابطة والنسب داخل الخليط وطريقة التصنيع وطريقة الصب وطاقة الضغط. تُظهر جميع الدراسات تباينًا داخل خصائص الخرسانة القنبية وتحدد أنها حساسة للعديد من العوامل.
أجريت دراسة تركز على التباين والأهمية الإحصائية لخصائص الخرسانة القنبية من خلال تحليل حجمين من أعمدة الخرسانة القنبية مع القنب من موزعين مختلفين تحت توزيع طبيعي. يشير معامل التباين (COV) إلى تشتت النتائج التجريبية وهو مهم في فهم التباين بين خصائص الخرسانة القنبية. تتمتع معامل يونج باستمرار بمعامل تباين مرتفع عبر تجارب متعددة. معامل يونج للخرسانة القنبية هو 22.5 ميجا باسكال. معامل يونغ وقوة الضغط هما خاصيتان ميكانيكيتان مترابطتان.
عادة ما تكون قوة الضغط حوالي 0.3 ميجا باسكال. بسبب قوة الضغط المنخفضة، لا يمكن استخدام الخرسانة القنبية للعناصر الحاملة للحمل في البناء. تتأثر الكثافة بحركية التجفيف، مع مساحة محددة أكبر ينخفض وقت التجفيف. يجب مراعاة حجم العينة وأكوام القنب عند تحديد الكثافة. في النموذج، تبلغ كثافة الخرسانة القنبية 415 كجم / م 3 مع معامل تباين متوسط (COV) 6.4٪.
تجعل مادة الخرسانة القنبية منخفضة الكثافة ومقاومة التشقق تحت الحركة مناسبة للاستخدام في المناطق المعرضة للزلازل. يجب استخدام جدران الخرسانة القنبية مع إطار من مادة أخرى تدعم الحمل الرأسي في تشييد المباني، حيث تبلغ كثافة الخرسانة القنبية 15٪ من كثافة الخرسانة التقليدية. تشير الدراسات في المملكة المتحدة إلى أن اكتساب الأداء بين الجدران التي يبلغ سمكها 230 مم (9 بوصات) و300 مم (12 بوصة) غير مهم. [يحتاج إلى توضيح] جدران الخرسانة القنبية مقاومة للحريق، وتنقل الرطوبة، وتقاوم العفن، وتتمتع بأداء صوتي ممتاز. أفادت شركة خرسانة الجيري (بالإنجليزية: Limecrete, Ltd) من المملكة المتحدة بتصنيف الخرسانة القنبية على أنها مقاومة للحريق لمدة ساعة واحدة وفقًا للمعايير البريطانية/الأوروبية.

### الخصائص الحرارية
يمكن أن تتراوح قيمة المقاومة الحرارية للخرسانة القنبية (مقاومتها لنقل الحرارة) من 0.67/سم (1.7/بوصة) إلى 1.2/سم (3.0/بوصة)، مما يجعلها مادة عازلة فعالة (كلما زادت قيمة قيمة المقاومة الحرارية، كان العزل أفضل). تقع مسامية الخرسانة القنبية في نطاق 71.1% إلى 84.3% من حيث الحجم. تتراوح السعة الحرارية النوعية المتوسطة للخرسانة القنبية من 1000 إلى 1700 جول/(كجم⋅ك). وتتراوح الموصلية الحرارية الجافة للخرسانة القنبية من 0.05 إلى 0.138 واط/(م⋅ك). تقلل قابلية الانتشار الحراري المنخفضة (1.48×10−7 م2/ثانية) والقدرة على الامتصاص [286 J/(م2⋅K⋅s−1/2)] للخرسانة القنبية من قدرة الخرسانة القنبية على تنشيط الكتلة الحرارية.
تتمتع الخرسانة القنبية بموصلية حرارية منخفضة، تتراوح من 0.06 إلى 0.6 وات/م−1 ك−1، ومسامية إجمالية تتراوح من 68 إلى 80% وكثافة تتراوح من 200 كجم/م3 إلى 960 كجم/م3. كما تعد الخرسانة القنبية مادة مهواة ذات نفاذية عالية لبخار الماء ومساميتها الإجمالية قريبة جدًا من المسامية المفتوحة مما يسمح لها بامتصاص كميات كبيرة من الماء. وتتراوح مقاومة انتشار بخار الماء للخرسانة القنبية من 5 إلى 25. علاوة على ذلك، بين 2 و 4.3 جم / (م 2٪ رطوبة نسبية)، يعتبر منظمًا ممتازًا للرطوبة. يمكنه امتصاص الرطوبة النسبية عندما يكون هناك فائض في البيئة المعيشية وإطلاقها عندما يكون هناك عجز. من المهم ملاحظة أن هذه الخصائص تعتمد على تركيبة المادة ونوع المادة الرابطة ودرجة الحرارة والرطوبة. نظرًا لتأثيراتها الحرارية الكامنة، والتي هي نتائج لقدرتها الحرارية العالية والتحكم الشامل في الرطوبة، فإن الخرسانة القنبية تُظهر خصائص مادة متغيرة الطور.
نظرًا للتنوع الكبير للقنب، تختلف المسامية من نوع إلى آخر، وبالتالي تختلف قدراته على العزل الحراري أيضًا. كلما انخفضت الكثافة، انخفض معامل انتقال الحرارة، وهي سمة من سمات المواد العازلة. على ثلاث عينات مكعبة من الخرسانة القنبية بعد 28 يومًا من التجفيف، تم قياس معامل انتقال الحرارة باستخدام (ISOMET 2114)، وهو نظام محمول لقياس انتقال الحرارة للخصائص. تبلغ معامل انتقال الحرارة للخرسانة القنبية 0.0652 وات/(م⋅ك) ووزنها النوعي 296 كجم/م3. ويجب الانتباه إلى خلط الخرسانة القنبية، حيث يؤثر ذلك على خصائص المادة. ويجب إجراء المزيد من الاختبارات فيما يتعلق بحجم العينة لتحديد تأثير هذا الحجم على خصائص الخرسانة القنبية.

## الفوائد والقيود
مواد الخرسانة القنبية هي نتاج نوع من المواد الرابطة وحجم ونوعية أعمدة القنب، ويمكن أن تؤثر النسب في الخليط بشكل كبير على خصائصه وأدائه. العامل المحدد الأكثر بروزًا مع الخرسانة القنبية هو الأداء الميكانيكي المنخفض. نظرًا للأداء الميكانيكي المنخفض، لا ينبغي استخدام المادة في الهياكل الحاملة للأحمال.
على الرغم من أنها ليست معروفة بقوتها، فإن الخرسانة القنبية توفر نفاذية عالية للبخار تسمح بتحكم أفضل في درجة الحرارة في بيئة داخلية. يمكن أيضًا استخدامها كمادة حشو في الهياكل الإطارية واستخدامها لصنع الألواح الجاهزة. يؤثر تغيير كثافة مخاليط الخرسانة القنبية أيضًا على استخدامها. تُستخدم مخاليط الخرسانة القنبية ذات الكثافة العالية لعزل الأرضيات والأسقف، بينما تُستخدم المخاليط ذات الكثافة المنخفضة للعزل الداخلي والجص الخارجي.
يمكن وضع جدران كتلة الخرسانة القنبية بدون أي غطاء أو يمكن تغطيتها بجص التشطيب. يستخدم هذا الأخير نفس خليط الخرسانة القنبية ولكن بنسب مختلفة. نظرًا لأن الخرسانة القنبية تحتوي على مركب نباتي، فيجب بناء الجدران بمفصل بين الجدار والأرض لمنع ارتفاع المياه عن طريق الشعيرات والجريان السطحي، ويجب تثبيت الكتل فوق مستوى الأرض ويجب حماية الجدران الخارجية بالرمل والجص لتجنب تعفن الشظايا.

## تحليل دورة الحياة
تمامًا مثل أي محصول، يمتص القنب ثاني أكسيد الكربون من الغلاف الجوي أثناء النمو، لذلك تُعتبر الخرسانة المصنوعة من القنب مادة لعزل الكربون. تخزن كتلة الخرسانة المصنوعة من القنب ثاني أكسيد الكربون باستمرار طوال عمرها، من التصنيع إلى نهاية العمر، مما يخلق فوائد بيئية إيجابية. من خلال تقييم دورة حياة كتل الخرسانة المصنوعة من القنب باستخدام البحث والحيود المسحوق بالأشعة السينية (XRPD)، وجد أن الكتل تخزن كمية كبيرة من الكربون من عملية التمثيل الضوئي أثناء نمو النبات ومن خلال الكربنة أثناء مرحلة استخدام الكتل.
يأخذ تقييم دورة حياة كتل الخرسانة المصنوعة من القنب في الاعتبار سبع عمليات وحدة: قشور القنب والإنتاج، وإنتاج الموثق، ونقل المواد الخام إلى شركة التصنيع، وعمليات إنتاج كتل الخرسانة المصنوعة من القنب، ونقل كتل الخرسانة المصنوعة من القنب إلى موقع البناء، وبناء الجدران، ومرحلة الاستخدام. تم تحليل تقييم تأثير كل عملية باستخدام فئات التأثير التالية: الاستنزاف غير الحيوي (ADP)، واستنزاف الوقود الأحفوري (ADP Fossil)، والاحتباس الحراري العالمي على مدى فترة زمنية تبلغ 100 عام (GWP)، ونضوب الأوزون (ODP)، وتحمض المحيطات (AP)، وفرط المغذيات (EP)، وتكوين الأوزون الضوئي الكيميائي (POCP).
يوفر إنتاج الموثق أكبر تأثير بيئي بينما تأتي مراحل النقل في المرتبة الثانية. أثناء إنتاج الموثق في جزء تكليس الجير وإنشاء الكلنكر، تكون الانبعاثات هي الأكثر بروزًا. خلقت كمية كبيرة من استهلاك الديزل في مراحل النقل وأثناء تصنيع قواطع القنب جزءًا كبيرًا من الطلب التراكمي على الطاقة، جنبًا إلى جنب مع تكليس الجير الذي يحدث في الأفران، وهو مصدر رئيسي لانبعاثات الوقود الأحفوري. يُعزى الاستنزاف غير الحيوي في الغالب إلى الكهرباء المستخدمة أثناء إنتاج الموثق وعلى الرغم من ضآلة ذلك، إلا أنه يحدث أيضًا أثناء عمليات إنتاج الكتل. من المهم التركيز على محتوى الماء في خليط الخرسانة المصنوعة من القنب، لأن الكثير من الماء يمكن أن يسبب بطء التجفيف ويخلق تأثيرًا سلبيًا، مما يمنع كربنة الجير.
السبب الرئيس للبصمة البيئية للخرسانة المصنوعة من القنب يأتي من إنتاج المادة الرابطة. وقد قدرت التقارير أنه يمكن استعادة 18.5٪ - 38.4٪ من الانبعاثات الأولية من إنتاج المادة الرابطة من خلال عملية الكربنة. تزداد الكمية المحددة من الكربونات في الكتل بالفعل مع تقدم عمر الكتلة. أثناء نمو القنب، يمتص النبات ثاني أكسيد الكربون، ويبدأ المادة الرابطة في امتصاص ثاني أكسيد الكربون بعد عملية الخلط، ويمتص الجدار ثاني أكسيد الكربون مما يعاكس انبعاثات الاحتباس الحراري، من خلال العمل كمصرف للكربون. ستستمر كتلة الخرسانة المصنوعة من القنب في تخزين الكربون طوال حياتها ويمكن سحقها واستخدامها مرة أخرى كحشو للعزل. تقدر كمية ثاني أكسيد الكربون المحتجزة ضمن دورة حياة صافي انبعاثات ثاني أكسيد الكربون من الخرسانة المصنوعة من القنب بما يتراوح بين -1.6 إلى -79 كجم من مكافئ ثاني أكسيد الكربون/م2. هناك ارتباط بين زيادة كتلة المادة الرابطة التي تزيد من كثافة الخليط وزيادة إجمالي امتصاص الكربون المقدر عن طريق الكربنة.
يجب دراسة التأثيرات الناجمة عن التغيرات غير المباشرة في استخدام الأراضي لزراعة القنب وأعمال الصيانة ونهاية العمر لإنشاء ملف تعريف كامل للتأثير البيئي من المهد إلى اللحد لكتل الخرسانة المصنوعة من القنب. لمواجهة التأثيرات البيئية السلبية التي تخلفها كتل الخرسانة المصنوعة من القنب على البيئة، يجب تقصير مسافات النقل قدر الإمكان. نظرًا لأن الخرسانة المصنوعة من القنب لا تتحمل الأحمال عادةً، فيجب استكشاف النسب لإزالة الأسمنت تمامًا من الخليط.

## الملخص
الخرسانة القنبية هي مادة بناء طبيعية جديدة إلى حد ما زاد استخدامها في جميع أنحاء الدول الأوروبية في السنوات الأخيرة وتكتسب زخمًا داخل الولايات المتحدة. قدمت مؤسسة بناء القنب أوراقًا إلى رموز السكن الدولية (IRC) في فبراير 2022 لإصدار شهادة على المادة كمواد بناء وطنية، مما يسمح لصناعة البناء باكتساب المزيد من الألفة مع المادة، ولدى الخرسانة القنبية مقاومة للقص أفضل من الخرسانة العادية، بالنسبة للقوة الأفقية، ولكن يحتاج لإطار لدعم القوة العمودية.
الخرسانة القنبية هي مادة بناء تستخدم قشور القنب والركام والماء ونوع من المواد الرابطة للعمل كجدران غير حاملة وعوازل وجص تشطيب وكتل. تتمتع المادة بخصائص ميكانيكية منخفضة وموصلية حرارية منخفضة، مما يجعلها مثالية لمواد العزل. كتل الخرسانة القنبية لها بصمة كربونية منخفضة وهي أحواض كربون فعالة. لا تزال هناك حاجة إلى تطوير أكواد ومواصفات واسعة النطاق للاستخدام الواسع النطاق للخرسانة القنبية، لكنها تُظهر وعدًا باستبدال مواد البناء غير الحاملة الحالية التي تؤثر سلبًا على البيئة.

## طالع أيضًا
- الخرسانة المسلحة بالألياف
- قنب

## قراءة إضافية
- Magwood، Chris (2016). Essential Hempcrete Construction: The Complete Step-by-Step Guide. Gabriola Island, BC, Canada: New Society Publishers. ISBN:9781550926132. OCLC:947134507. مؤرشف من الأصل في 2024-07-19.